# Polyplacophora
Polyplacophores, Chitons, Oscabrions
Pour les articles homonymes, voir Chiton (homonymie).
Classe
Synonymes
- Amphineura
- Loricata Schumacher, 1817

Classification phylogénétique
- mollusques
  - solénogastres
  - caudofovéates
  - eumollusques
    - polyplacophores
    - conchifères
      - monoplacophores
      - ganglioneures
        - viscéroconques
          - gastéropodes
          - céphalopodes

        - diasomes
          - bivalves
          - scaphopodes

Les polyplacophores (Polyplacophora), ou chitons, ou oscabrions, sont une classe  de mollusques brouteurs dont la coquille est composée de 7 ou 8 plaques articulées. Ces plaques sont en aragonite (carbonate de calcium cristallisé et biosynthétisé). C'est la constitution de la coquille en plaques multiples qui fait appeler ces animaux polyplacophores.
Le terme chiton dérive du grec ancien χιτών [chitōn], qui désigne ce qui enveloppe, la χιτωνίσκος [chitōniscos] étant une sorte de tunique pour femme. Il est également à l'origine du mot chitine. Le terme polyplacophore a été formé à partir des mots grecs poly- (plusieurs), plako- (plaques), et -phoros (transport). Les chitons furent étudiés pour la première fois par Carl von Linné en 1758. Depuis sa description des quatre premières espèces, les chitons ont été classés dans différents groupes dont les mollusques. Ils ont été appelés cyclobranches (« bras arrondi ») au début du XIXe siècle puis groupés alors avec les aplacophores dans le sous-phylum des Polyplacophora en 1876. La classe des polyplacophores a été introduite par J. E. Gray en 1821.

## Caractéristiques

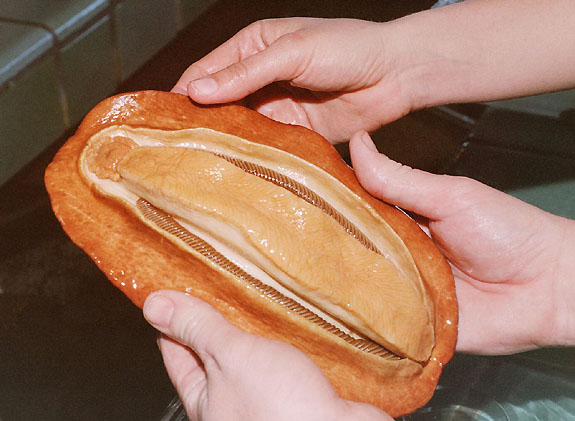
Face interne du chiton Cryptochiton stelleri, montrant le pied au centre, entouré des branchies et du manteau (avec bouche visible à gauche de l'image)

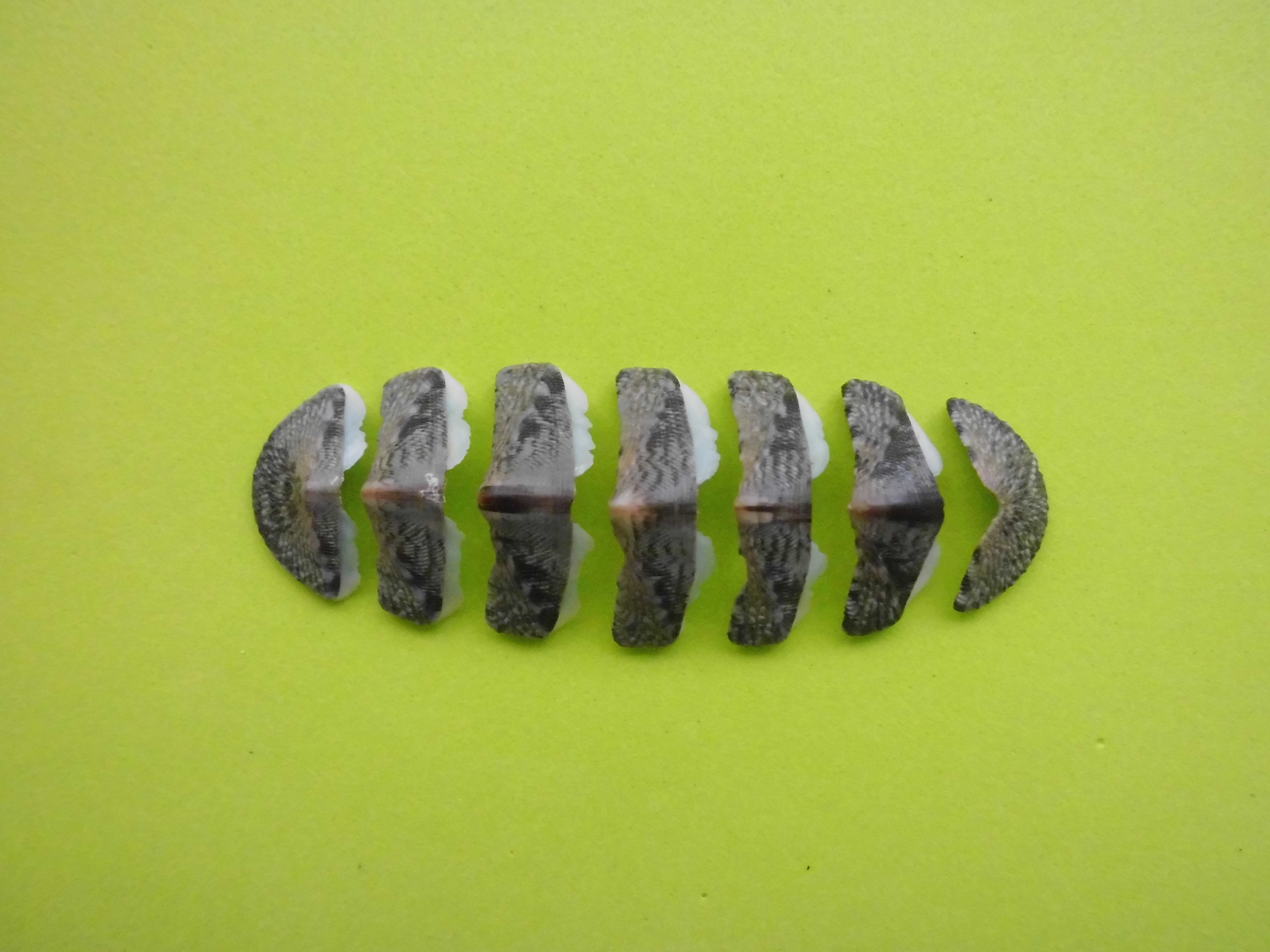
Éléments de la carapace articulée d'un chiton (marmoratus)

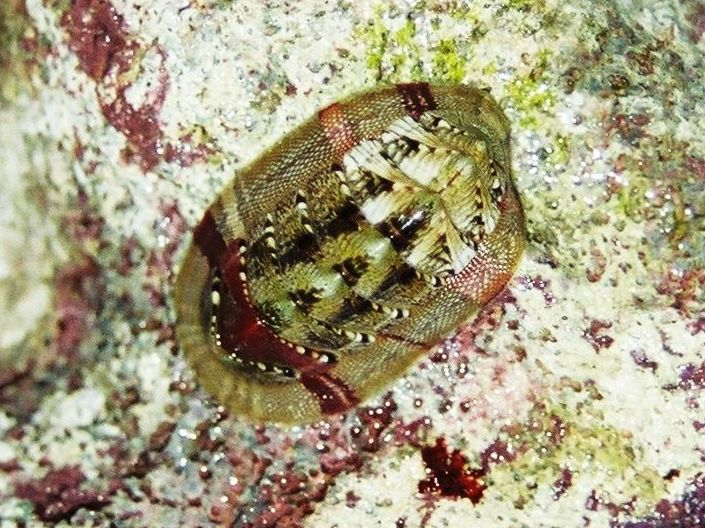
Chiton de Turquie

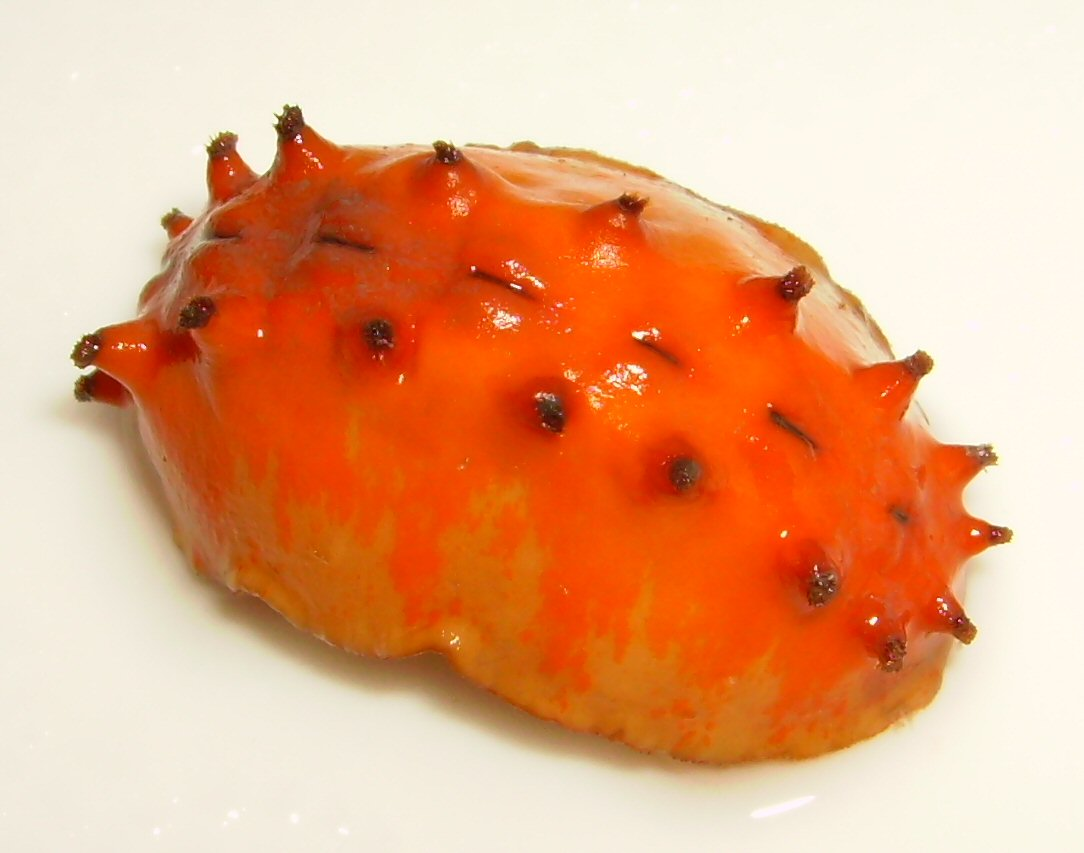
Certaines espèces comme Cryptoconchus porosus ont leurs plaques entièrement recouvertes par le manteau.

Les chitons sont des animaux benthiques, qui se déplacent par reptation grâce à leur large pied (également appelé sole pédieuse ou sole de reptation). Le plus grand chiton jamais observé (30 cm de long) est un chiton rose du Nord-Ouest du Pacifique.

### Morphologie
Protégée par une coquille, la plus grande partie du corps est un pied similaire à celui des escargots, mais ni tête ni autre partie molle au-delà de la ceinture musculaire ne sont visibles depuis le dos de l'animal. Entre le corps et la ceinture, il y a la cavité palléale, connectée à l'extérieur par des canaux aquifères. Le canal latéral est le canal aquifère entrant. Celui qui est attaché à l'anus est le canal aquifère sortant. Les branchies pendent dans la cavité palléale, rarement près de l'anus. La tête possède une bouche dans laquelle se trouve une sorte de langue appelée radula, qui possède de nombreuses rangées de 17 dents chacune et a pour rôle de racler des algues microscopiques posées sur le substrat. Ces dents comportent de la magnétite, un biominéral ferreux qui les rend plus dures que l'acier. L'incorporation de la magnétite est gouvernée par une protéine spécifique nommée RTMP1 (pour l'anglais radular teeth matrix protein, « protéine matricielle des dents radulaires »),. Ces dents font l'objet de recherches pour développer des biomatériaux (greffe osseuse, couche de finition industrielle),.

### Coquille
La coquille dorsale qui protège les chitons est constituée d'aragonite, multicolore, décorée de motifs, lisse ou sculptée. L'aragonite constitue aussi la lentille de leurs yeux.
Alors que leur corps n'est pas métamérisé, leur coque dorsale est segmentée : elle est formée de huit plaques calcaires articulées (également appelées valves) enveloppées dans la ceinture musculaire également sécrétée par le manteau. Cette disposition permet aux chitons de se rouler en boule en cas de danger et de s'accrocher sur des surfaces irrégulières. Au niveau de la ceinture, les tissus palléaux sécrètent des spicules calcaires, des écailles calcaires ou des soies chitineuses (voire les trois).

### Système visuel
Une grande originalité des chitons est leur système visuel. Tous ont des structures sensibles à la lumière, appelées esthètes ou mégalesthètes. Ce sont des cavités tubulaires microscopiques traversant la carapace, dont le fond est sensible à la lumière. L'ensemble de ces esthètes fonctionnerait comme un œil composé, capable de repérer des ombres. Une centaine d'espèces environ ont jusqu'à un millier de véritables yeux, en plus des esthètes,. Chaque œil, également en forme de cavité microscopique dans la carapace, possède une lentille en aragonite polycristalline et une rétine pouvant comporter jusqu'à 100 cellules photosensibles. Des expériences suggèrent que les chitons sont capables de reconnaître des formes. Au cours de la vie de l'animal, esthètes et yeux sont régulièrement érodés et remplacés.

## Habitat, répartition
Les quelque 900 espèces recensées dans les océans mondiaux vivent essentiellement dans la zone intertidale et les mers continentales peu profondes, mais quelques espèces peuvent se trouver jusqu'à des profondeurs pouvant atteindre 6 000 m.

## Dans les milieux artificiels
Dans les ports, sur les jetées et digues ou éléments artificiels de la zone intertidale, ils colonisent mal les substrats lisses, et plus facilement les supports complexes riches en fentes et creux. Il semble facile d'améliorer la capacité d'accueil des murs et digues artificiels, pour de nombreuses espèces de polyplacophores ou crabes par exemple) en complexifiant leur surface.

## Mode de vie
Les chitons mangent des algues, des bryozoaires, des diatomées et parfois des bactéries en raclant le substrat rocheux à l'aide de leur radula bien développée. Certaines espèces ont une ceinture élargie à l'avant et se fixent sur d'autres animaux. Certains chitons ont un comportement casanier, retournant au même endroit le jour et se déplaçant pour se nourrir la nuit.
Leurs prédateurs sont les mouettes, les étoiles de mer, les crabes et les anémones de mer.

## Reproduction

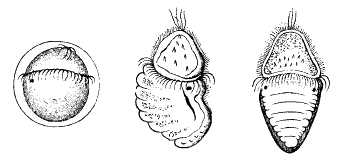
Développement d'un polyplacophore, de gauche à droite : Stade larve trochophore, larve en métamorphose, polyplacophore juvénile

Leur reproduction est typique des mollusques avec une fécondation externe et une embryogenèse qui se déroule dans l'eau de mer pour donner une larve planctonique trochophore. La larve se dirige ensuite vers les fonds, perd ses cils et devient un juvénile benthique.

## Liste des ordres
La plupart des classifications actuelles est basée, au moins en partie, sur le Manuel de Conchyologie de Pilsbry (1892-1894), révisé par Kaas et Van Belle (1985-1990).
Les chitons ont été divisés en chismobranches et colyplaxiphores au début du XIXe siècle.
Cette classe groupe environ 900 espèces actuellement connues.
Selon World Register of Marine Species (12 janvier 2017) et BioLib (12 janvier 2017) :

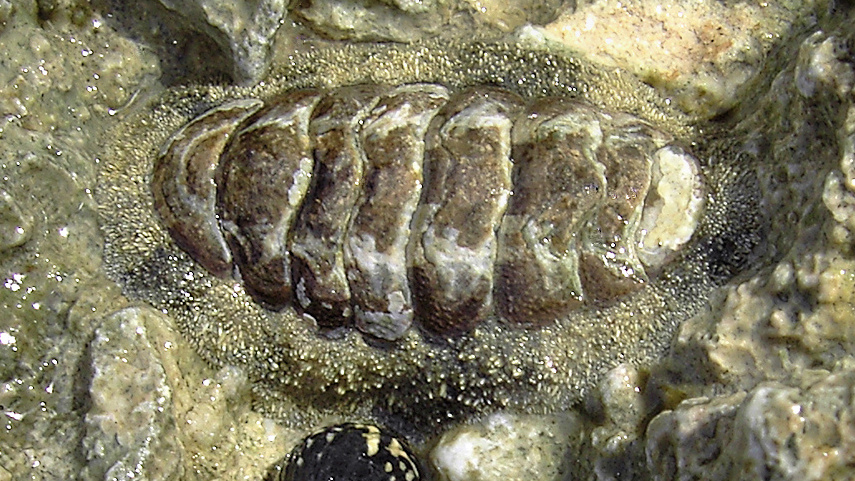
Acanthopleura granulata

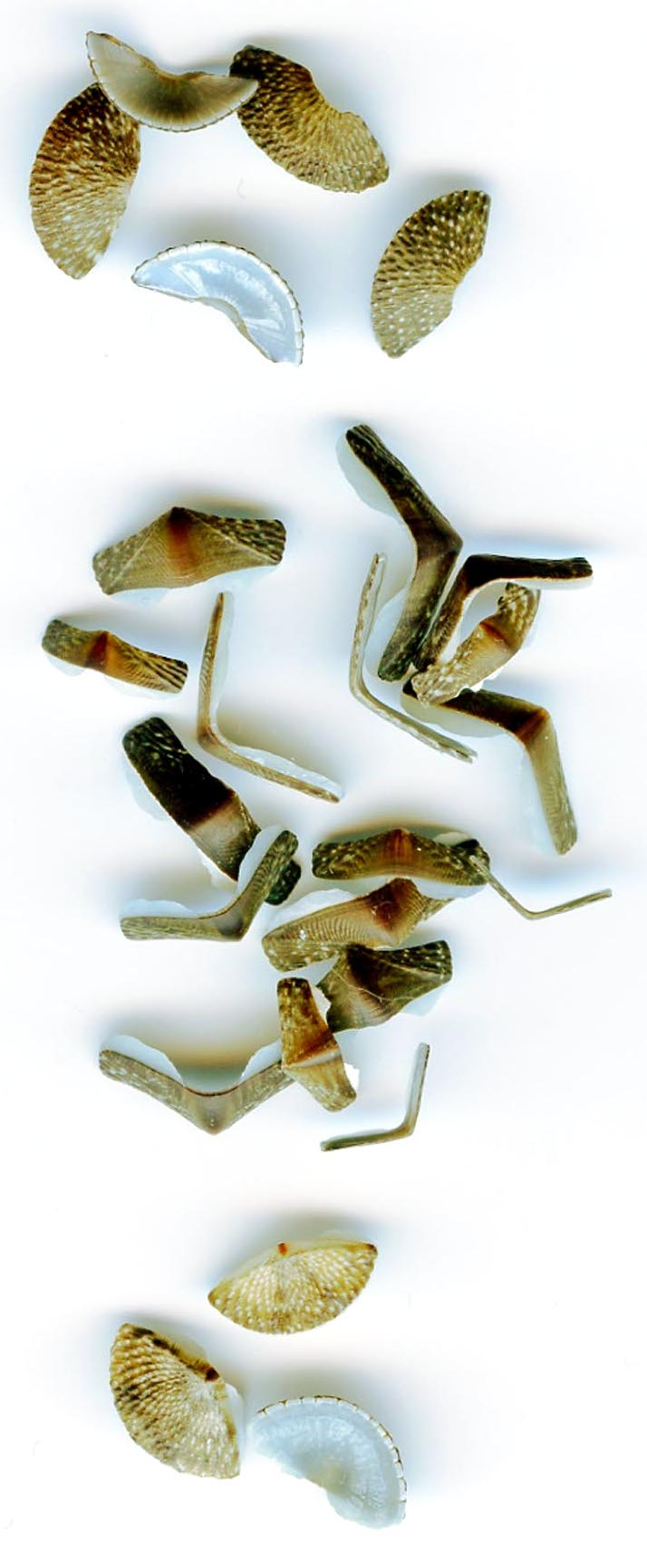
Débris de l'armement d'un Chiton tuberculatus des Antilles (pièces antérieures en haut).

- sous-classe Neoloricata Bergenhayn, 1955
  - ordre Chitonida Thiele, 1909
    - sous-ordre Acanthochitonina Bergenhayn, 1930
      - super-famille Cryptoplacoidea H. Adams & A. Adams, 1858
        - famille Acanthochitonidae Pilsbry, 1893
        - famille Cryptoplacidae H. Adams & A. Adams, 1858
        - famille Hemiarthridae Sirenko, 1997
        - famille Makarenkoplacidae Sirenko & Dell'Angelo, 2015 †

      - super-famille Mopalioidea Dall, 1889
        - famille Choriplacidae Ashby, 1928
        - famille Lepidochitonidae Iredale, 1914
        - famille Mopaliidae Dall, 1889
        - famille Schizoplacidae Bergenhayn, 1955
        - famille Tonicellidae Simroth, 1894

    - sous-ordre Chitonina Thiele, 1909
      - super-famille Chitonoidea Rafinesque, 1815
        - famille Callistoplacidae Pilsbry, 1893
        - famille Callochitonidae Plate, 1901
        - famille Chaetopleuridae Plate, 1899
        - famille Chitonidae Rafinesque, 1815
        - famille Ischnochitonidae Dall, 1889
        - famille Loricidae Iredale & Hull, 1923

      - super-famille Schizochitonoidea Dall, 1889
        - famille Schizochitonidae Dall, 1889

  - ordre Lepidopleurida Thiele, 1909
    - sous-ordre Lepidopleurina Thiele, 1909
      - famille Abyssochitonidae Dell'Angelo & Palazzi, 1989
      - famille Hanleyidae Bergenhayn, 1955
      - famille Leptochitonidae Dall, 1889
      - famille Nierstraszellidae Sirenko, 1992
      - famille Protochitonidae Ashby, 1925 †
- sous-classe Palaeoloricata †
  - ordre Chelodida †
  - ordre Septemchitonida Bergenhayn, 1955 †
  - genre Phthipodochiton Sutton & Sigwart, 2012 †
  - genre Solenocaris †

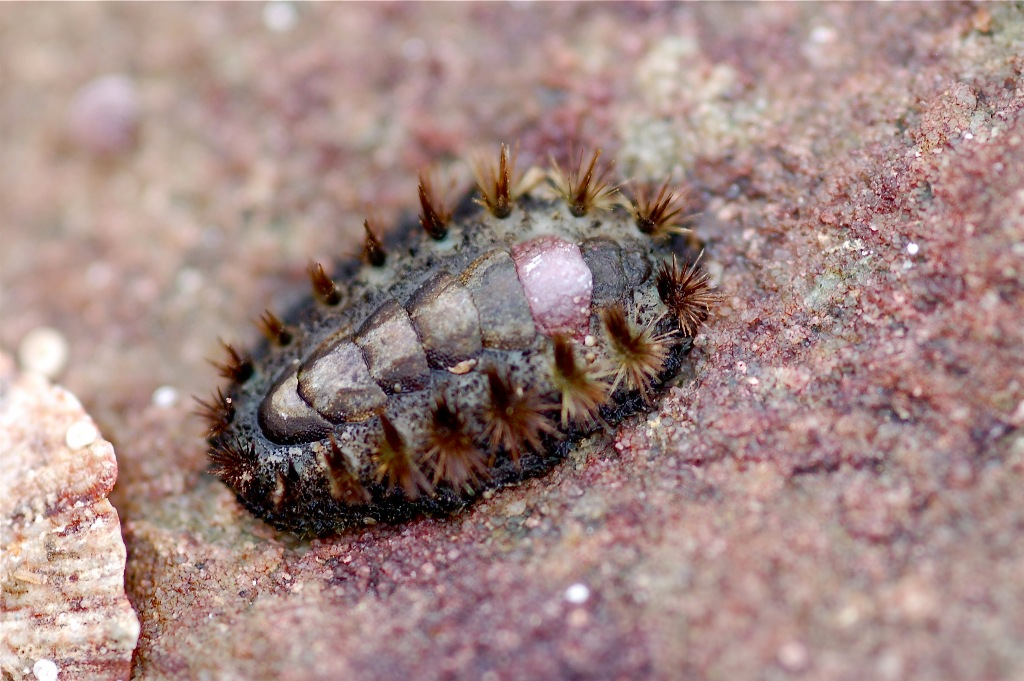
Acanthochiton garnoti (Acanthochitonidae)
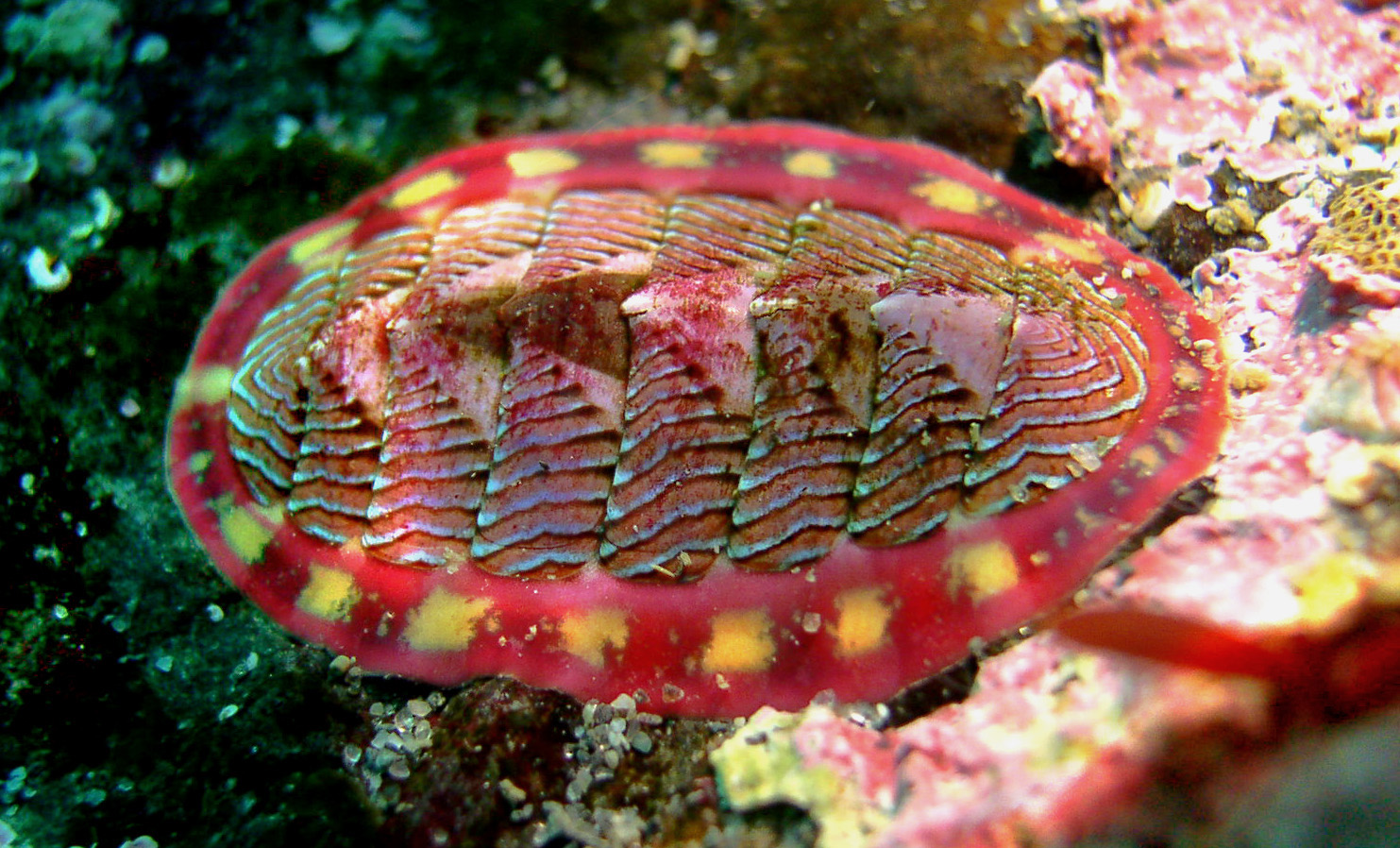
Tonicella lineata (Mopaliidae)
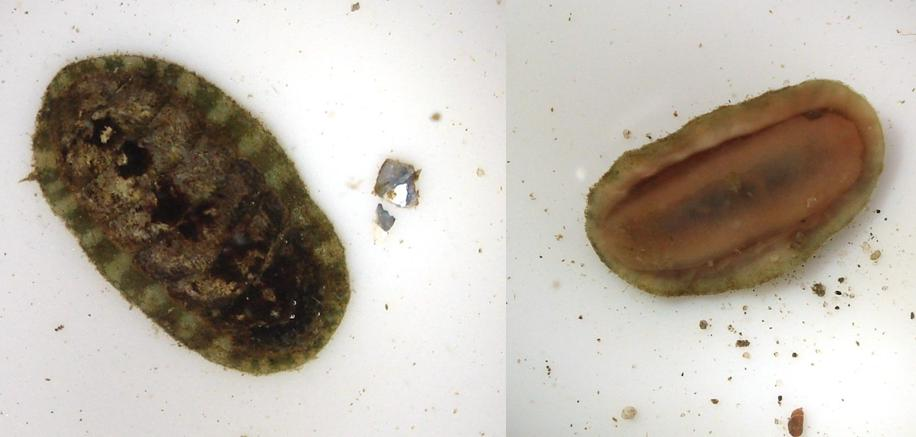
Lepidochitona cinerea (Tonicellidae)
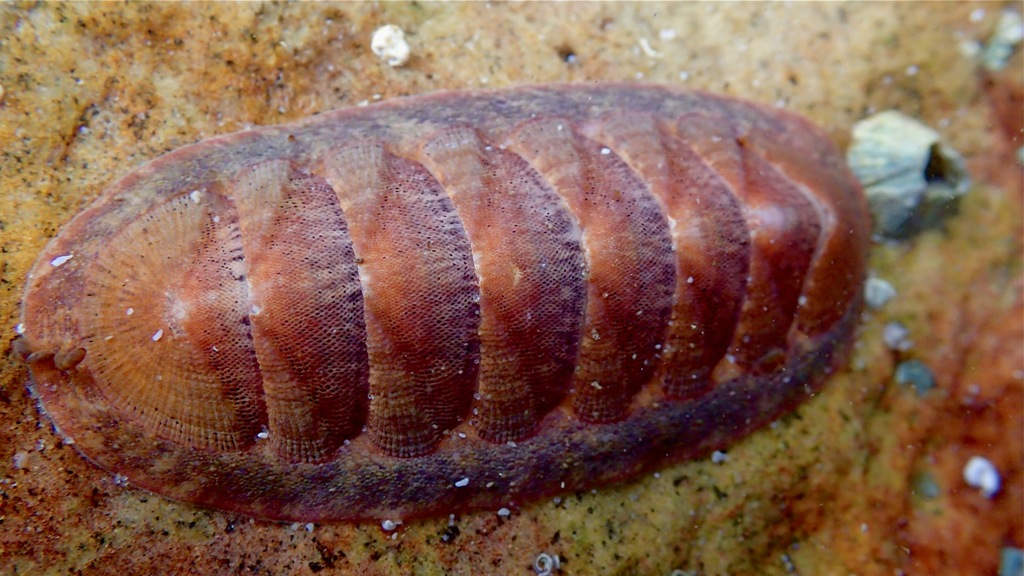
Callochiton dentatus (Callochitonidae)
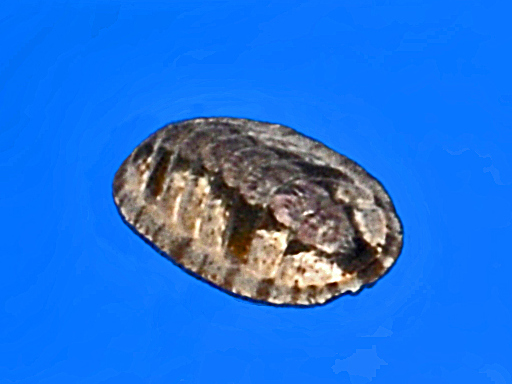
Ischnochiton smaragdinus (Ischnochitonidae)
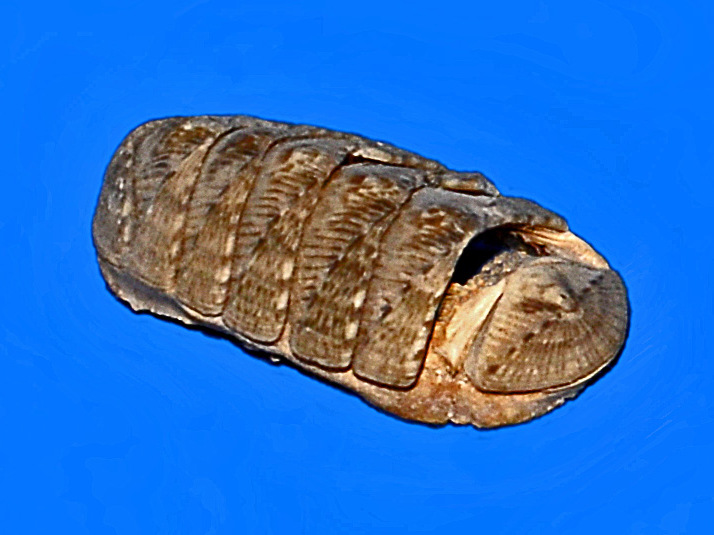
Dinoplax gigas (Chaetopleuridae)
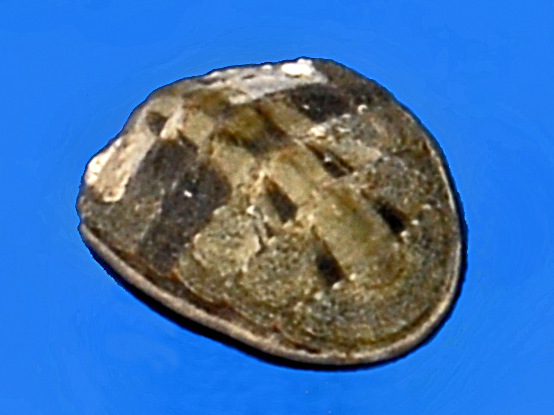
Cyanoplax hartwegii (Lepidochitonidae)
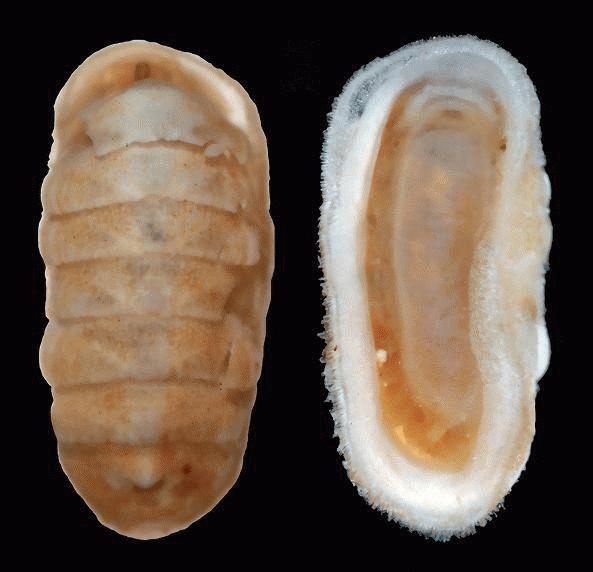
Hanleya hanleyi (Hanleyidae)
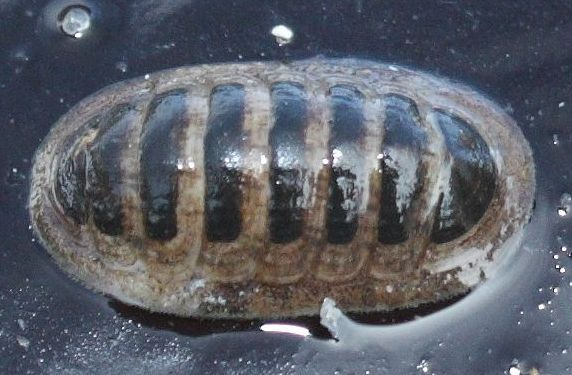
Leptochiton asellus (Leptochitonidae)